# 高橋健
高橋 健（たかはし けん、1930年7月25日 - 2007年3月1日）は、日本の編集者、児童文学作家、動物文学作家、翻訳家。本名は高橋健（タカハシ タケシ）。俳号は草風子。

## 来歴
岐阜県関市に生まれる。大阪府大阪市で育つ。 
15歳で終戦を迎えるまでの5年間を、父の勤務地である上海で過ごす。1954年、早稲田大学教育学部英語英文学科卒業。早大在学中は早大童話会に所属、坪田譲治に師事。1955年平凡社に入社。
20年間の編集者生活ののち、1975年に退社し、以後作家生活に入る。この間、1973年動物雑誌「アニマ」を企画・創刊、初代編集長を務めた。また、1961年、コピー部門で朝日広告賞を受賞。
映画「キタキツネ物語」企画・原案を担当。また、1975年頃より山梨県日野原一帯の雑木林に生息するオオムラサキ(蝶)の調査を小・中学生参加によって毎年実施、その自然環境の保護を訴え、1979年オオムラサキを守る会を設立。1985年には、サンリオ制作によるドキュメンタリー映画『風のファンタジー・オオムラサキの詩』（監督：川名満雄、後藤雅毅）が公開された。 
1993年から浅間山系の高層湿原の保護運動をはじめ、湿原をそのまま野外博物館にする会を創設し、「池ノ平湿原保護調査委員会」委員長。 
1988年6月4日には、手塚治虫、矢島稔、田中栄治らと「日本昆虫倶楽部」を創設してもいた（初代会長手塚治虫、二代目会長弘世徳太郎（日本生命副社長）、三代目会長矢島稔）。
日本文芸家協会会員。
「びわの実学校」（坪田譲治が 1963年に創刊し1997年に廃刊した児童文学同人誌）編集同人。「びわの実ノート」(松谷みよ子主宰。「びわの実学校」の後継誌。）編集同人。2003年、赤い鳥文学賞新美南吉児童文学賞選考委員。

## 受賞歴
- 1980年 - サンケイ児童出版文化賞(第27回)「しまふくろうのまんと」[1]
- 1981年 - サンケイ児童出版文化賞(第28回)「自然のなかの動物たち」（全10巻）[10]
- 1985年 - 動物映画コンクール総理大臣賞（「オオムラサキの詩」）[6]
- 2001年 - サンケイ児童出版文化賞 (第48回)「未来へ残したい日本の自然」シリーズ（全5巻）[9]

## 著書
- 『あすの山歌』（久米宏一絵、東都書房） 1960
- 『赤い山と5ひきの子りす』（多田ヒロシ絵、小峰書店、創作幼年童話10） 1966
  - 『赤い山と5ひきの子りす』（安藤真樹え、小峰書店、創作幼年童話選15） 1973
- 『あゆ子の動物記』（山内洋美絵、東都書房） 1969
- 『白い自動車』（岩田浩昌絵、ポプラ社、ポプラ社の創作文学8） 1970
- 『ムクドリの青いたまご』（箕田源二郎絵、ポプラ社、ポプラ社の創作童話9） 1969
- 『黒い船』（木幡朋介絵、実業之日本社、創作少年少女小説） 1971
- 『ゆびぶえをふく少年』（小坂しげる絵、あかね書房、あかね新作児童文学選7） 1974
- 『一年生百科』（講談社） 1975
- 『あゆ子と動物たち』（なかのひろたか絵、あかね書房、あかね新作児童文学選） 1975
- 『五つ子きつね : キタキツネのひとりだち』（赤坂三好画、小学館、小学館の創作理科シリーズ） 1977
- 『エゾリスのいる林 : チロとわたしと6ぴきの子リス』（鈴木泰司写真、大日本図書、子ども科学図書館） 1978
- 『キタキツネ物語』（サンリオ） 1978
- 『どんぐりとくまのおじさん』（おばなようこえ、小峰書店、はじめてのどうわ） 1978
- 『よるのどうぶつえん』（かながわていこえ、小峰書店、はじめてのどうわ） 1979
- 『エゾシカのアプカ』（斎藤博之絵、小峰書店、こみね創作童話） 1979
- 『しろふくろうのまんと』（松永禎郎え、小峰書店、日本のえほん） 1980
- 『シュンマオ物語タオタオ』（中原収一共著、中華人民共和国天津市工芸美術設計院画、小学館） 1981
- 『動物園につれてこられたパンダ』（蔡金順画、小学館） 1981
- 『エゾリスのヌップ』（斎藤博之絵、小峰書店、こみね創作童話） 1982
- 『馬先生のどうぶつ日記』（長野博一画、佼成出版社、創作童話シリーズ） 1983
- 『雪にきえたキタキツネ』（石倉欣二え、小峰書店、日本のえほん） 1983
- 『こおりの海をわたってきたキタキツネ』（かみやしん絵、サンリオ） 1983
- 『さよならキタキツネ』（石倉欣二え、小峰書店、創作どうわのひろば） 1983
- 『コアラピッピのぼうけんりょこう』（岡本直樹え、あすなろ書房、あすなろ小学生文庫） 1984
- 『オオムラサキの詩』（三枝近志共著、堀田典男写真、サンリオ、風のファンタジー） 1985
- 『ふとっちょねこのグウ』（中原収一絵、ひさかたチャイルド、ひさかた傑作集） 1985
- 『キツツキのあかいぼうし』（松永禎郎え、小峰書店、日本のえほん） 1985
- 『森のメルヘンをおいもとめて : 東大北海道演習林を育てた高橋廷清』（石倉欣二絵、佼成出版社、ノンフィクション・シリーズかがやく心） 1986
- 『小さな沼の物語 : ベニイトトンボの詩』（伊東美貴絵、サンリオ、風のファンタジー） 1987
- 『森の110番出動せよ!!』（ゆーちみえこ絵、ポプラ社、こども童話館） 1987
- 『星からやってきたラン』（かみやしん絵、新学社、少年少女こころの図書館） 1987
- 『星に帰った竜の子ラン』（かみやしん絵、新学社、少年少女こころの図書館） 1988
- 『クジラと話のできるラッパ』（かみやしん絵、草土文化） 1988
- 『カワウソの消えた日』（木村しゅうじ絵、国土社、国土社の子どもの文学） 1988
- 『天からきた大力童子』（福田庄助え、佼成出版社、民話こころのふるさとシリーズ） 1990
- 『オルカの歌が聞こえる』（あすなろ書房） 1993
- 『ツンとつるおばさん』（狩野富貴子絵、学習研究社、学研えほんライブラリー、動物ノンフィクション9） 1994
- 『アヤメの歌がきこえる』（福田庄助え、草土文化） 1994
- 『黒龍丸の挽歌』（邑書林） 1997
- 『おねぼうなめざまし』（監修、やべみつのり絵、ポプラ社、びわの実ノート傑作選1） 2004
- 『生きるかたち : 高橋健小説集』（ポプラ社） 2007

### 「ポプラ社しゃしんえほん」
「たかはし・けん」名義
- 『こっちゃんときたきつね』（竹田津実しゃしん、ポプラ社、ポプラ社しゃしんえほん） 1977
- 『ゆういちとくまたか』（宮崎学しゃしん、ポプラ社、ポプラ社しゃしんえほん） 1977
- 『まさきくんとえぞしか』（窪田正克しゃしん、ポプラ社、ポプラ社しゃしんえほん） 1978
- 『みよとたんちょうづる』（林田恒夫しゃしん、ポプラ社、ポプラ社しゃしんえほん） 1978
- 『さぶちゃんとうぐい』（桜井淳史しゃしん、ポプラ社、ポプラ社しゃしんえほん） 1978
- 『そうちゃんとえぞりす』（鈴木泰司しゃしん、ポプラ社、ポプラ社しゃしんえほん） 1978
- 『たかしとくろおおあり』（栗林慧しゃしん、ポプラ社、ポプラ社しゃしんえほん） 1978
- 『ひろしとおおむらさき』（海野和男しゃしん、ポプラ社、ポプラ社しゃしんえほん） 1978
- 『かつよしとにほんざる』（吉野信しゃしん、ポプラ社、ポプラ社しゃしんえほん） 1978
- 『あやちゃんとふくろう』（嶋田忠しゃしん、ポプラ社、ポプラ社しゃしんえほん） 1978

### 「自然観察ものがたり」
- 『ふるさとの川の番人カワセミ』（たかはしきよし絵、講談社、自然観察ものがたり1） 1979
- 『エゾシカの足あとを追って』（清水勝絵、窪田正克写真、講談社、自然観察ものがたり2） 1979
- 『湿原に生きるタンチョウ』（林田恒夫写真、講談社、自然観察ものがたり3） 1979
- 『ニホンザルの群れを追う』（清水勝絵、吉野信写真、講談社、自然観察ものがたり4） 1980
- 『雑木林のなかを飛ぶオオムラサキ』（海野和男写真、講談社、自然観察ものがたり5） 1980
- 『断崖にすむニホンカモシカ』（岩瀬純二, 細田倖市写真、講談社、自然観察ものがたり6） 1980
- 『北海に生きるゼニガタアザラシ』（窪田正克写真、講談社、自然観察ものがたり7） 1980
- 『清流におどるイワナ』（桜井淳史写真、講談社、自然観察ものがたり8） 1981
- 『丹沢に飛ぶクマタカ』（中村道也写真、講談社、自然観察ものがたり9） 1981
- 『キタキツネの原野をいく』（竹田津実写真、講談社、自然観察ものがたり10） 1981

### 「どうして絵本動物シリーズ」
- 『らくだはどうしてこぶがあるの』（長野博一絵、佼成出版社、どうして絵本動物シリーズ） 1982
- 『きりんのくびはどうしてながいの』（長野博一絵、佼成出版社、どうして絵本動物シリーズ） 1982
- 『しかはどうしてつのがあるの』（長野博一絵、佼成出版社、どうして絵本動物シリーズ） 1982
- 『だちょうはどうしてとべないの』（長野博一絵、佼成出版社、どうして絵本動物シリーズ） 1982
- 『しろくまはどうしてまっしろなの』（長野博一絵、佼成出版社、どうして絵本動物シリーズ） 1982
- 『ぞうのはなはどうしてながいの』（長野博一絵、佼成出版社、どうして絵本動物シリーズ） 1982
- 『かんがるーはどうしてふくろがあるの』（長野博一絵、佼成出版社、どうして絵本動物シリーズ） 1982
- 『かばのくちはどうしておおきいの』（長野博一絵、佼成出版社、どうして絵本動物シリーズ） 1982
- 『てながざるのてはどうしてながいの』（長野博一絵、佼成出版社、どうして絵本動物シリーズ） 1982
- 『らいおんはどうしてたてがみがあるの』（長野博一絵、佼成出版社、どうして絵本動物シリーズ） 1982

### 「キタキツネチロンとなかまたち」
「たかはしけん」名義
- 『キタキツネのチロン』（井口文秀絵、小峰書店、こみね創作童話） 1978、のちてのり文庫 1988
- 『さんぽのすきなノウサギチムニ』（かみやしんえ、小峰書店、キタキツネチロンとなかまたち） 1984
- 『なきむしのフクロウウルペ』（かみやしんえ、小峰書店、キタキツネチロンとなかまたち） 1984
- 『おひとよしのヨシキリヨックル』（かみやしんえ、小峰書店、キタキツネチロンとなかまたち） 1984
- 『ぼうけんをしたシマリスプル』（かみやしんえ、小峰書店、キタキツネチロンとなかまたち） 1984
- 『とべなくなったハクチョウレタ』（かみやしんえ、小峰書店、キタキツネチロンとなかまたち） 1984
- 『ひとりぼっちのエゾシカニクル』（かみやしんえ、小峰書店、キタキツネチロンとなかまたち） 1985
- 『キタキツネのおか』（かみやしんえ、小峰書店、キタキツネチロンとなかまたち） 1985
- 『おてんばなノネズミエルム』（かみやしんえ、小峰書店、キタキツネチロンとなかまたち） 1985
- 『ひっこしずきのエゾリスピッタ』（かみやしんえ、小峰書店、キタキツネチロンとなかまたち） 1985
- 『もぐりのへたなアカガエルケプル』（かみやしんえ、小峰書店、キタキツネチロンとなかまたち） 1985

### 「サンリオのキタキツネ絵本」
「たかはしけん」名義
- 『泣きむしチプ』（かみやしんえ、サンリオ、サンリオのキタキツネ絵本） 1986
- 『ルーラとのめぐりあい』（かみやしん絵、サンリオ、サンリオのキタキツネ絵本） 1986
- 『シリカのひとりだち』（かみやしんえ、サンリオ、サンリオのキタキツネ絵本） 1986

### 「未来へ残したい日本の自然」
- 『森と生きる : どろ亀さんと東京大学北海道演習林』（ポプラ社、未来へ残したい日本の自然1) 2000
- 『知りたかった動物の名前 : 今泉吉典先生とイリオモテヤマネコ』（ポプラ社、未来へ残したい日本の自然2) 2000
- 『サルの社会に学ぶ : 河合雅雄先生とゲラダヒヒ』（ポプラ社、未来へ残したい日本の自然3) 2000
- 『海の不思議を探る : 内田至先生とアカウミガメ』（ポプラ社、未来へ残したい日本の自然4) 2000
- 『川の自然を残したい : 川那部浩哉先生とアユ』（ポプラ社、未来へ残したい日本の自然5） 2001

## 翻訳
- 『小公子』（バーネット、若林三江子絵、ポプラ社、こども世界名作童話3） 1987
- 『オズの魔法使い』（バウム、青山みるく絵、ポプラ社、こども世界名作童話14) 1988